# Amor Electro
Amor Electro es una banda portuguesa cuya voz es Marisa Pinto (ex Donna Maria).
En mayo de 2011 lanzaron el primer disco Cai o Carmo e a Trindade, que entró directamente en el cuarto lugar de la lista de ventas en Portugal para alcanzar después el primer lugar. El 19 de septiembre de 2011 se anunció que la banda estaba nominada a los premios MTV Europe Music Awards, en la categoría «Best Portuguese Act». Un año más tarde repitieron nominación en esos mismos premios, que ganó la cantante Aurea.

## Discografía

### Álbumes
- 2011 - Cai o Carmo e a Trindade[8]
- 2013 - Revolução[9]

### Sencillos
- "A máquina"
- "Rosa sangue"
- "A nossa casa"
- "Só é fogo se queimar"
- "Juntos somos mais fortes"
- "Sei" (feat. Pité)